# العروسة الصغيرة (فلم)
القصة
كامل موظف بسيط يعيش مع زوجته سهام وابنتهما الصغيرة نادية، يدعوه المدير هو وزوجته إلى حفلة، وأثناء الحفلة يغازل زوجة كامل، ليشتبك معه كامل ومن ثم يُطرد من العمل، وتموت الطفلة الصغيرة، لكن كامل لم يمتلك النقود ليشتري لها الدواء، لتنقلب حياته هو وزوجته بعد ذلك رأسًا على عقب.

## القصة كاملة
كامل موظف في إحدى الشركات، فقير ولكنه سعيد بحب زوجته الجميلة سهام وطفلته الصغيرة نادية، وترى الطفلة عروسة في واجهة أحد المحلات فتتعلق بها، تتمنى الحصول عليها عبثًا، لأن ثمنها يوازي مرتب أبيها في شهر، ويرى صاحب الشركة زوجة كامل فيطمع فى جمالها، ويدعوها مع زوجها إلى إحدى الحفلات، ثم يتخلص من زوجها ويغازلها فتصده وتغادر سيارته مع طفلتها تحت المطر الشديد، ويعلم زوجها بما حدث من المدير، فيثور ويحاول الإعتداء عليه، فيطرده من عمله، في الوقت الذي تصاب فيه الطفلة بإلتهاب رئوي، وتحتاج إلى حقن غالية لعلاجها، ويعجز أبوها العاطل عن شراء الدواء، فتموت الطفلة، وفي غمرة الحزن التي تستولي على الزوجة، يصادفها فنان شاب، ويستدرجها إلى الجلوس معه في أحد المطاعم، فيراها زوجها، ويعتقد أنها تخونه، أما هي فتهرب من وجهه، وتعلم أنها مريضة بالسل، فتؤثر الإختفاء، أما الزوج فينصرف إلى الشرب، ويقابل زميلاً قديماً يعمل في السوق السوداء فيضمه إليه ويشركه معه في العمل، يبدأ الزوجان صفحة جديدة من حياتهما، أما الزوجة فتعرض نفسها على المدير السابق لزوجها، تخالطه حتى تنقل إليه ميكروب السل، إنتقاماً منه، لأنه سبب تحطيم حياتها، ثم تنتقل منه إلى الفنان الشاب فتنقل إليه بدوره العدوى، وتتركه لتعيش حياة الليل والفساد أما الزوج فينغمس مع صاحبه في الصفقات المحرمة، ثم يسرق منه نقوده، ويستقل بالعمل، ويصبح من ملوك السوق السوداء، وفي ليلة رأس السنة يخرج كامل بسيارته، فيرى فى واجهة أحد المحلات عروسة مثل تلك التي تمنتها طفلته نادية فيشتريها ويضعها إلى جواره فى السيارة، ويمضى يتذكر ما مضى فيشعر بالحزن لأن النقود لم تجلب له السعادة، ثم يرى أحدى نساء الليل تتسكع على الرصيف فيدعوها إلى سيارته، تركب إلى جواره، فإذا بها زوجته، تفاجأ الزوجة وتقفز من السيارة أثناء سيرها وقد إستولى عليها الحزن والعار، وتموت بين ذراعي زوجها.

## فريق العمل

### بطولة
| - مريم فخر الدين: سهام - يحيى شاهين: كامل - محمود المليجي: محمود فهمي - سراج منير: صالح عبد الله - وداد حمدي: وداد | - سعيد أبو بكر - صلاح سرحان: الرسام - سيلفانا - سيد مكاوي - نادية الشناوي: الطفلة - نادية | - جورج يوردانيدس: البارمان - مطاوع عويس: بائع اليانصيب - عبد القادر حسين: حسن افندى العاطل - عباس رحمي: الدكتور |

### الإداريون
| - سعيد الشيخ: مونتير - حسين عفيفي: مونتير - انجا وميلا: نيجاتيف - محمد نبيه: مركب الفيلم - عبدالعزيز فهمي: مدير التصوير - محمود فهمي: مصور - علي خير الله: مساعد مصور | - وديع شاكر: مساعد مصور - أحمد بدرخان: مخرج - كامل مدكور: مخرج مساعد - أحمد عيسى: مخرج مساعد - صلاح فوزى: مخرج مساعد - أندريا رايدر: أندريه رايدر: موسيقى تصويرية | - عبدالفتاح مصطفى: كلمات الأغاني - سيد مكاوي: الألحان - ستوديو مصر: منتج - حلمى عبده: مدير الإنتاج - صلاح السيسي: مساعد منتج - أنطوان بوليزويس: مهندس الديكور | - عثمان حسين: منفذ المناظر - حسين الشريف: حسين شريف: إكسسوار - ستوديو مصر: الطبع والتحميض - أنور علي: مشرف عام المعامل - نصري عبدالنور: مهندس الصوت - أسامة والي: مسجل الصوت | - عيسى أحمد: ماكيير - علي إمام: مساعد ماكيير - شركة النيل للسينما: موزع - يوسف جوهر: قصة وسيناريو وحوار - حسين بكر: مصور فوتوغرافيا - علي خيري: ريجيسير |